# Discorhabdella incrustans
Discorhabdella incrustans är en svampdjursart som beskrevs av Arthur Dendy 1924. Discorhabdella incrustans ingår i släktet Discorhabdella och familjen Crambeidae.
Artens utbredningsområde är havet kring Nya Zeeland. Inga underarter finns listade i Catalogue of Life.